# 박종수 (1989년)
|        |                              |
| 국적   | 대한민국                     |
| 출생   | 1989년 1월 24일              |
| 직업   | 가수                         |
| 장르   | 대중가요, 크로스오버, 클래식 |
| 소속사 | FONO Play                    |
| 유튜브 | PARK                         |
| SNS    | 인스타그램                   |

박종수(1989년 1월 24일 ~ )는 대한민국의 가수이며 한국인 최초 이탈리아 가수로 데뷔했다. 2022년 이탈리아 산레모 음악제의 신인가요제에서 동양인 최초로 우승하고, 성인가요상을 거머쥐어 2관왕에 올랐다. 그는 이 대회에서 이탈리아의 팝페라테너 안드레아 보첼리가 1994년 2월 산레모 가요제의 경연대회에서 신인상을 수상했던 "Il mare calmo della sera"를 불렀다.
칸초네의 도시, 산레모를 빛낸 한국인 - 황우창 칼럼 <세계일보>
- 2022년 5월부터 김해시 홍보대사로 활동 중이다. 김해시, 팝페라가수 박종수 씨 홍보대사 위촉 <연합뉴스>
- 2022년 11월부터 양산시 홍보대사로 활동 중이다.

양산시, 팝페라가수 박종수 씨 홍보대사 위촉 <연합 뉴스>

## 학력
- 부산대학교 음악학과 (졸업)
- 밀라노 베르디국립음악원 성악과 석사] (졸업)

## 활동
- 음원
- - 한국인 최초 이탈리아發 현지 제작 팝 부문 싱글 [SORRIDI] 전 세계 발매
- - Digital Single 안드레아 모리꼬네 작곡  2023. 「I Colori dell’amore」 한국어 버전 이탈리아 發 전 세계 동시 발매
- - 2024. Missa Vocantis 「부르심의 미사」 앨범 발매 (′24.11.30)  (Recoding by, 그래미 어워드 수상자 황병준)
- - 2024. Project 緣(연) 「등대지기」 디지털 싱글 발매
- - 2023. Project 緣(연) 「아베마리아」 디지털 싱글 발매
- 오페라

- 춘향전 [이몽룡] 출연
- 세빌리아 이발사 [알마비바백작] 출연
- 라 트라비아타 [알프레도 제르몽] 출연
- 방송

- CPBC 라디오 방송 임형주의“너에게 주는 노래"출연
-  [KTV] 연말 특집 Pic&Pick 방송 출연
- [CPBC] 서울시민과 함께하는 종교음악제 ‘너에게 주는 노래’ 방송 출연
- 공연

- 김수환 추기경 탄생 100주년 기념공연
- 이탈리아 RIMINI Principessa D’ Europa 초청 공연
- 임형주의 스승의날 기념독창회 출연[세종문화회관- 체임버홀]
- 임형주 토크콘서트 “천 개의 바람이 되어” 특별 게스트 출연 [예술의 전당 - 인춘아트홀]
- 국제신문 주관 “한낮의 유콘서트” 출연